# L'amico di famiglia
L'amico di famiglia és una pel·lícula italiana del 2006 escrita, dirigida i creada per Paolo Sorrentino.
Va ser presentat en competició al 59è Festival Internacional de Cinema de Canes el 2006, però es va estrenar als cinemes italians només al novembre del mateix any, després que el director hagués canviat el muntatge d’algunes escenes i el final.

## Argument
| «                     | No confongueu mai l'insòlit amb l'impossible. | » |
| — Geremia de' Geremei |                                               |   |

Geremia de' Geremei viu a Sabaudia, a l'Agro Pontino, en una casa modesta amb la seva mare gran, que està immobilitzada, i té una petita sastreria, que li serveix de coberta per a la seva activitat real. Geremia també és fill d'un artista i el seu sobrenom és "Cuoredoro". És cínic i despietat a l'hora de guanyar-se el respecte i té cura, en el seu propi interès, d'ajudar només aquells que d'alguna manera el puguin compensar. Acumular diners no és la seva única passió, Geremia té una debilitat pels bombons i una relació morbosa amb el gènere femení. Al seu costat en la seva obra, a més de dos dels seus germans secuaços, hi ha en Gino, el seu fidel informador venetí apassionat per la música country, que es vesteix de vaquer i viu a un campament, que somia amb poder traslladar-se algun dia a Tennessee.
Entre els seus clients hi ha un pare que no té els mitjans per contribuir a les despeses del casament de la seva filla. Geremia pren el cas "a cor" quan veu la futura núvia, una reina de bellesa descarada. A la noia no li preocupen els problemes econòmics, ni en realitat té cap expectativa particular sobre el casament. No obstant això, quan entén el motiu pel qual aquest "amic de la família" que no coneixia va aparèixer de sobte a casa seva, es posa furiosa. Aleshores el seu pare li explica que les possibilitats de la seva família són pràcticament nul·les i que, per tal de digner almenys el proper casament, s'ha de sotmetre a més humiliacions, després de les moltes que ja ha patit només per poder criar-la amb comoditat. Així doncs, el mateix matí del casament, amb l'excusa d'una reparació del vestit, el prestamista visita la jove que se li lliura a canvi d'un descompte dràstic de la usura.
Més tard arriba a Geremia amb una proposta molt temptadora. Un industrial amb problemes de crèdit, Giulio Montanaro, està a punt de fer un tracte sensacional però necessita un milió d'euros de seguida. Fins i tot podria tornar el doble en molt poc temps. Acostumat als petits préstecs i sempre amb excel·lents garanties, “Cuoredoro” sorprenentment acaba acceptant, tot i haver estat desaconsellat per Gino i, sobretot, per la seva mare. L'estat d'eufòria que segueix la nova trobada amb el jove recent casat que, quan es torna a veure després de molt de temps, primer rebutja els seus "avenços", després s'ofereix inesperadament a ell, declarant-li el seu amor, també va contribuir a fer-lo mossegar més del que podia mastegar. Un cop fet el tracte, el cobdiciós prestamista obre els ulls: en Gino, els seus secuaços i la noia l'han enganyat, muntant tot l'afer contractant uns petits actors, i ara han desaparegut. Amb la mort de la seva mare i la pèrdua de totes les seves possessions, Geremia està encara més sol al món.

## Repartiment
- Giacomo Rizzo: Geremia de' Geremei
- Fabrizio Bentivoglio: Gino
- Laura Chiatti: Rosalba De Luca
- Gigi Angelillo: Saverio De Luca
- Clara Bindi: La mare de Geremia
- Barbara Valmorin: L'àvia del bingo
- Antonella Salvucci: Presentadora
- Marco Giallini: Paolo Attanasio
- Lorenzo Gioielli: Giulio Montanaro
- Giorgio Colangeli: Gino Massa
- Alina Nedelea: Belana
- Valentina Lodovini: dona endeutada
- Roberta Fiorentini: mare de Rosalba
- Elia Schilton: Tesauro
- Luisa De Santis: Silvia
- Barbara Scoppa: Tiziana Senatore
- Cristian Vitali: pública Miss Agro Pontino
- Fabio Grossi: cunyat de Saverio
- Daniela Terreri: cantant country

## Banda sonora
La música original és de Teho Teardo, distribuïda per Edel Italia amb el segell Radio Fandango. Les cançons no originals inclouen temes d'Antony and the Johnsons, The Album Leaf, Isan i Lali Puna.
1. Il mio ultimo pensiero
2. Sarà per voi
3. Miss Agropontino
4. Antony and the Johnsons – My Lady Story
5. Inizia così
6. Quando posso dare una mano
7. Opzione macro
8. Lali Puna – System On
9. Geremia fuma a casa
10. Il funerale ha un costo
11. Antony and the Johnsons – Twilight;
12. The Album Leaf – Over the Pond
13. Ma secondo te siamo amici noi?
14. Angeli rumorosi
15. Geremia sparLaurent Garnier – The Man With The
16. Edward Elgar – Cello concerto in E minor

## Reconeixements
- 2006 - Festival de Canes
  - Nominació Palma d'or a Paolo Sorrentino
- 2007 - David di Donatello
  - Nominació Millor actor protagonista a Giacomo Rizzo
  - Nominació Millor fotografia a Luca Bigazzi
  - Nominació Millor banda sonora a Teho Teardo
- 2007 - Nastro d'argento
  - Nominació Millora rgument a Paolo Sorrentino
  - Nominació Millor actor protagonista a Giacomo Rizzo
  - Nominació Millor actriu protagonista a Laura Chiatti
  - Nominació Millor fotografia a Luca Bigazzi
  - Nominació Millor banda sonora a Teho Teardo
- 2007 - Ciak d'oro
  - Millore fotografia a Luca Bigazzi[4]
  - Millor so a Daghi Rondanini i Emanuele Cecere[4]